# Потери Османской империи в Первой мировой войне

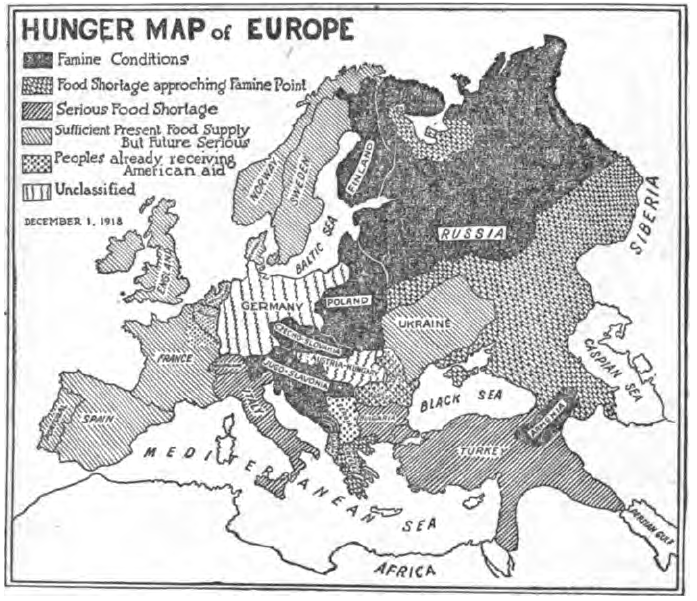
«Голодная карта Европы», изданная в декабре 1918 году. Карта показывает нехватку продовольствия на большей части территории Османской империи и голод в восточных районах.

Османские потери в Первой мировой войне были гражданскими и военными потерями, понесенными Османской империей во время Первой мировой войны. По оценкам, почти 1,5% населения Османской империи, или примерно 300 000 человек из 21-миллионного населения Империи в 1914 году, были убиты во время войны. Из общего числа 300 000 жертв 250 000 были убиты военными, а потери среди гражданского населения составили более 50 000 человек. Некоторые историки предполагают, что в дополнение к 50 000 жертв среди гражданского населения, около 250 - 300 000 армян, 750 000 греков и 300 000 ассирийцев систематически подвергались преследованиям и были убиты турецкими властями либо с помощью военных, либо курдских банд.
Послевоенный раздел Османской империи, а также массовые миграции, имевшие место во время и после Первой мировой войны, затруднили оценку точного числа жертв среди гражданского населения. Однако цифра военных потерь стала общепринятой после выхода книги Эдварда Дж. Эриксона «Приказано умереть: история османской армии в Первой мировой войне» .
Между западными и турецкими оценками числа жертв существуют расхождения. Анализ османской статистики, проведенный турецким доктором Камером Касимом, показывает, что общий процент османских потерь составил 26,9% от населения Империи в 1914 году. Эта оценка, однако, больше, чем цифры западных источников. Касим предположил, что в западных оценках не учитываются ещё 399 000 жертв среди гражданского населения.
| Национальность | Национальность | До войны           | До войны         | Гражданские | Военные           | После войны                 | После войны         | После войны   | После войны |
| -------------- | -------------- | ------------------ | ---------------- | ----------- | ----------------- | --------------------------- | ------------------- | ------------- | ----------- |
|                | %              | Перепись 1914 года | Другие источники |             |                   | Погибло военных             | Погибло гражданских | Всего погибло | Выжило      |
| Армяне         | 16,1%          |                    |                  |             |                   |                             |                     |               | Неизвестно  |
| Греки          | 19,4%          |                    |                  |             |                   |                             |                     |               |             |
| Евреи          | 0,9%           | 187 073            |                  |             |                   |                             |                     |               |             |
| Ассирийцы      | 3%             |                    |                  |             |                   |                             |                     |               |             |
| Иные           | 0,9%           | 186 152            |                  |             |                   |                             |                     |               |             |
| Мусульмане     | 59,7%          | 12 522 280         |                  | 9 876 580   | 2 800 000 (18,6%) | 507 152 (5,1% своей группы) |                     |               |             |
| Итого          | 100%           | 20 975 345         |                  |             |                   | 507 152 (2,4% своей группы) | 4 492 848           | 5 000 000     |             |

## Османские военные потери
До Первой мировой войны гражданское мусульманское население Стамбула и немусульманские миллеты (меньшинства) были освобождены от воинской повинности. Всеобщая воинская повинность была применена в Стамбуле впервые во время Первой мировой войны. Немусульмане также были призваны служить в армии впервые в истории империи; но в боевых действиях не участвовали и служили в тылу. В конце войны многие семьи остались со стариками, детьми и молодыми вдовами. Учитывая, что Османская империя почти восемь лет вела непрерывные войны (итало-турецкая война 1911–1918 годов, Балканские войны, Первая мировая война), социальные потрясения в государстве стали неизбежны.
Г. Г. Дуайт рассказывает, что был свидетелем захоронения османских воинов в Константинополе (современный Стамбул) и сфотографировал его. Также он рассказал о том, что солдаты были из всех наций (этносов), но они различались только своей религией по группам «мусульмане» и «христиане».
Когда в 1914 году в Европе началась война, в Турции был только один военный госпиталь в Ване, который вскоре был переполнен ранеными и больными. Условия были крайне плохими; Там было только два хирурга и ни одной медсестры, помогали только солдаты-мужчины. Условия в османской армии в целом были суровые. Ощущалась нехватка продовольствия и одежды. Кроме того наблюдалась эпидемии холеры и сыпного тифа, которые унесли гораздо больше жизней, чем реальные боевые действия. Немецкий генерал Фридрих Фрейхерр Кресс фон Крессенштейн в отчете, который он написал в штаб группы армий 20 октября 1917 года, описывает, как 24-я дивизия, которая вышла из Стамбула в составе 10 057 человек, прибыла на Палестинский фронт всего с 4635 человек. 19 % мужчин были госпитализированы в связи с различными заболеваниями, 24 % дезертировали и 8 % были распределены по пути на различные местные нужды.
| Категория                                              | Всего     |
| ------------------------------------------------------ | --------- |
| Общее количество мобилизованных призывников и офицеров | 2 873 000 |
| Убиты в бою                                            | 175 220   |
| Пропали без вести                                      | 61 487    |
| Умерли от ран                                          | 68 378    |
| Погибли от болезней и эпидемий                         | 466 759   |
| Убиты в бою по другим причинам.                        | 771 844   |
| Тяжело ранены                                          | 303 150   |
| Всего ранено в бою                                     | 763 753   |
| Военнопленные                                          | 145 104   |
| Дезертиры                                              | 500 000   |

## Жертвы среди гражданского населения

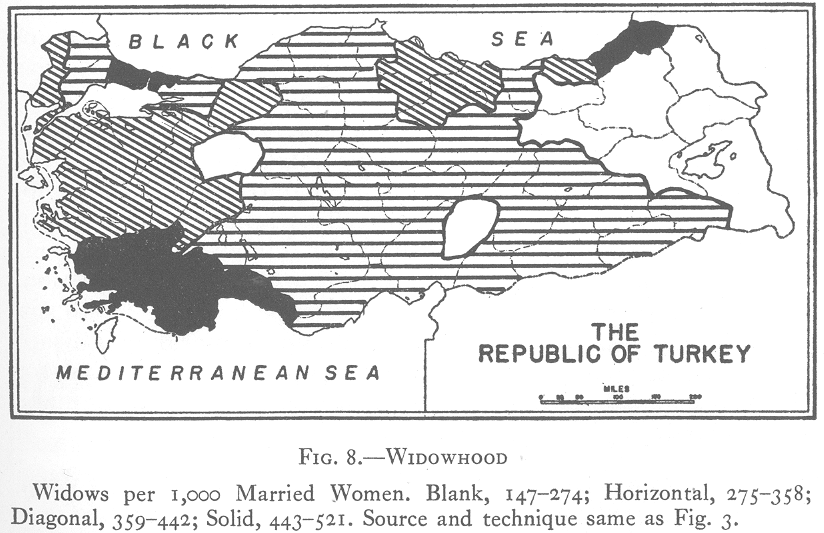
Карта распределения вдов в Турции

### Армяне
Османская империя совершила массовые убийства армянского населения в стране с 1915 по 1918 год, Современные оценки числа жертв разнятся от 200 000 (некоторые турецкие источники и Стенфорд Шоу в первом издании «History of the Ottoman Empire and modern Turkey») до более 2 000 000 армян (некоторые армянские источники и Рудольф Руммель). Рональд Сюни называет диапазон оценок от нескольких сотен тысяч до 1,5 млн человек. По мнению «Энциклопедии Османской империи», наиболее консервативные оценки указывают число жертв около 500 000 человек, а более высокой является оценка армянских учёных в 1,5 млн. Согласно «Британнике», погибло от 600 000 до 1 500 000 армян, Гюнтер Леви сообщает о 642 000, Эрик-Ян Цюрхер предполагает от 600 000 до 800 000 жертв, Роджер Смит называет «более миллиона», «Энциклопедия геноцида» считает, что было уничтожено до 1,5 миллиона армян, согласно Руммелю, было уничтожено 2 102 000 армян (из них 258 000 — проживавших за пределами Османской империи). Согласно Дугласу Говарду, большинство историков оценивают число жертв в диапазоне от 800 000 до 1 000 000. По мнению Ричарда Ованнисяна, до последнего времени наиболее распространённой оценкой была цифра 1 500 000 человек, однако в последнее время в результате политического давления Турции эта оценка пересматривается в сторону понижения. Согласно Армену Марсубяну, большинство историков оценивают число жертв от 1 до 1,5 миллиона человек. Профильные энциклопедии дают следующие оценки: «Encyclopedia of Genocide» — около 1 миллиона к 1918 году, «Encyclopedia of Genocide and Crimes Against Humanity» — около 1,2 миллиона, «Dictionary of Genocide» — не менее 1 миллиона, но ближе к 1,5 миллиона погибших, Оксфордская энциклопедия экономической истории — 1,5 миллиона погибших.

### Ассирийцы
Ассирийский геноцид — массовая резня ассирийского населения в Османской империи, которое проживало в районах юго-восточной Турции и области Урмия в Иране.Около 300 000 человек было депортировано и уничтожено османскими и курдскими армиями в 1914 и 1920 годах.

### Греки
Османская империя при младотурках совершила геноцид против своих греческих граждан с 1914 по 1918 год, убив около 750 000 греков, 353 000 из которых были понтийскими греками из района южного Причерноморья.

### Мусульмане
Ближайшая оценка потерь мусульманского гражданского населения за этот период составляет около 500 000 человек.
После раздела Османской империи из соображений достоверности данные о потерях мусульман должны были собираться по регионам. Записи о мусульманском гражданском населении были засекречены во время Парижской мирной конференции, и существует очень мало информации о мусульманах по сравнению с христианами.